# 1884年4月25日日食
1884年4月25日日食为一次在协调世界时1884年4月25日出現的日偏食。該次日食食分為0.7563。

## 概述
這次日食的食分是0.7563。

## 基本參數
- 類型：日偏食
- 食甚資料：
  - 日期：1884年4月25日
  - 時間：14時46分17秒
  - 地點：71S 5E
  - 食分：0.7563

## 外部連結
- NASA日食專頁（页面存档备份，存于）（英文）